# Hansenochrus centralis
Espèce
Synonymes
- Schizomus centralis Gertsch, 1941

Hansenochrus centralis est une espèce de schizomides de la famille des Hubbardiidae.

## Distribution
Cette espèce est endémique du Panama.

## Description
Le mâle holotype mesure 5,20 mm et la femelle paratype 4,20 mm.

## Publication originale
- Gertsch, 1941 : Report on some arachnids from Barro Colorado Island, Canal Zone. American Museum Novitates, no 1146, p. 1-14 (texte intégral).